# Spam (thực phẩm)
Spam (được viết cách điệu là SPAM) là một thương hiệu thịt lợn nấu chín đóng hộp do Hormel Food Corporation có trụ sở tại Minnesota sản xuất. Sản phẩm được giới thiệu lần đầu tiên vào năm 1937 và sau đó trở nên phổ biến trên toàn thế giới sau khi được sử dụng trong Thế chiến II. Tính đến năm 2003, Spam được bán tại 41 quốc gia trên sáu lục địa và được đăng ký nhãn hiệu tại hơn 100 quốc gia (chưa tính Trung Đông và Bắc Phi). Thành phần cơ bản của Spam là thịt lợn có bổ sung giăm bông, muối, nước, bột khoai tây (dùng làm chất kết dính), đường và natri nitrit (dùng làm chất bảo quản). Gelatin tự nhiên được hình thành trong quá trình nấu trong hộp thiếc trên dây chuyền sản xuất. Nhiều người lo ngại về các thành phần dinh dưỡng trong Spam, phần lớn là do hàm lượng chất béo, muối và chất bảo quản cao.
Đến đầu những năm 1970, tên gọi "spam" đã trở thành một tên gọi phổ quát để mô tả các sản phẩm thịt đóng hộp có chứa thịt lợn. Với sự lớn mạnh của truyền thông, nó được nhắc tới nhiều trong văn hóa đại chúng khi đề cập đến chủ đề liên quan đến thịt chế biến sẵn. Nổi bật nhất là thương hiệu này đã xuất hiện trong một tiểu phẩm hài của nhóm Monty Python, từ đó dẫn đến từ Spam được dùng cho các tin nhắn điện tử không mong muốn, đặc biệt là trong các thư điện tử.

## Lịch sử

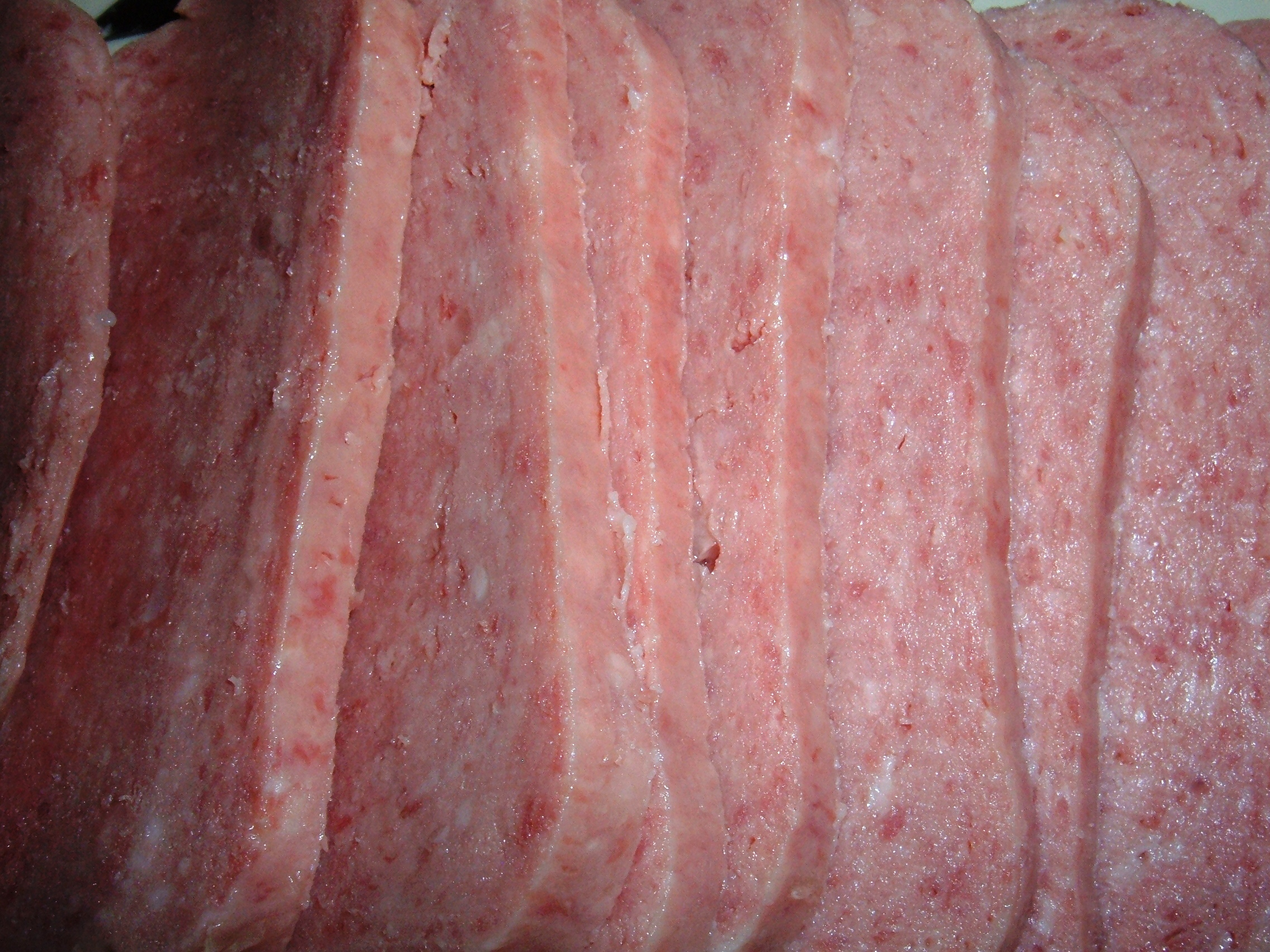
Lát Spam

Spam được Hormel giới thiệu vào ngày 5 tháng 7 năm 1937. Bách khoa toàn thư về Ẩm thực Mỹ của Oxford ghi rằng Spam được sản xuất nhằm tận dụng phần thịt lợn vai, là bộ phận ít người thích mua. Ken Daigneau, anh trai của một vị giám đốc điều hành trong công ty, đã giành được giải thưởng 100 đô la trong cuộc thi đặt tên cho sản phẩm mới tổ chức vào cùng năm. Hormel tuyên bố rằng ý nghĩa của cái tên "chỉ có một nhóm nhỏ các cựu giám đốc của Hormel Food biết", nhưng nhiều người tin rằng đây là tên viết tắt của từ "spcied ham" (thịt giăm bông tẩm gia vị). Do những khó khăn trong việc vận chuyển thịt tươi ra mặt trận trong Thế chiến II, Spam trở nên quen thuộc trong chế độ ăn uống của lính Mỹ. Nó có những biệt hiệu khác nhau như "giăm bông không vượt qua kiểm tra thể chất", "bị thịt không được đào tạo cơ bản", và "Thịt quân đội đặc biệt". Quân đội đã mua hơn 150 triệu pound (68 kt) Spam trước khi chiến tranh kết thúc.
Do Thế chiến II, các khu vực như đảo Guam, Hawaii, Okinawa, Philippines và các đảo khác ở Thái Bình Dương cũng bắt đầu biết tới Spam. Người dân bản địa lập tức sử dụng nó trong ẩm thực địa phương và Spam trở thành dấu ấn độc đáo của Mỹ tại các đảo Thái Bình Dương.
Do chế độ thắt lưng buộc bụng trong suốt thời gian Thế chiến II và Đạo luật Cho vay - Cho thuê, Spam cũng trở nên phổ biến ở Vương quốc Anh. Thủ tướng Anh Margaret Thatcher sau này gọi nó là "món ngon thời chiến". Ngoài việc tăng sản lượng cho Vương quốc Anh, Hormel cũng mở rộng sản lượng Spam để viện trợ tương tự cho Đồng minh Liên Xô. Nikita Khrushchev có nói: "Không có Spam, chúng tôi sẽ không thể nuôi sống quân đội của mình." Trong suốt cuộc chiến, các quốc gia bị chiến tranh và khan hiếm thực phẩm cũng đánh giá cao Spam.
Hộp Spam thứ một tỷ được bán vào năm 1959, hộp thứ bảy tỷ được bán vào năm 2007, và hộp thứ tám tỷ được bán vào năm 2012.

## Dữ liệu dinh dưỡng

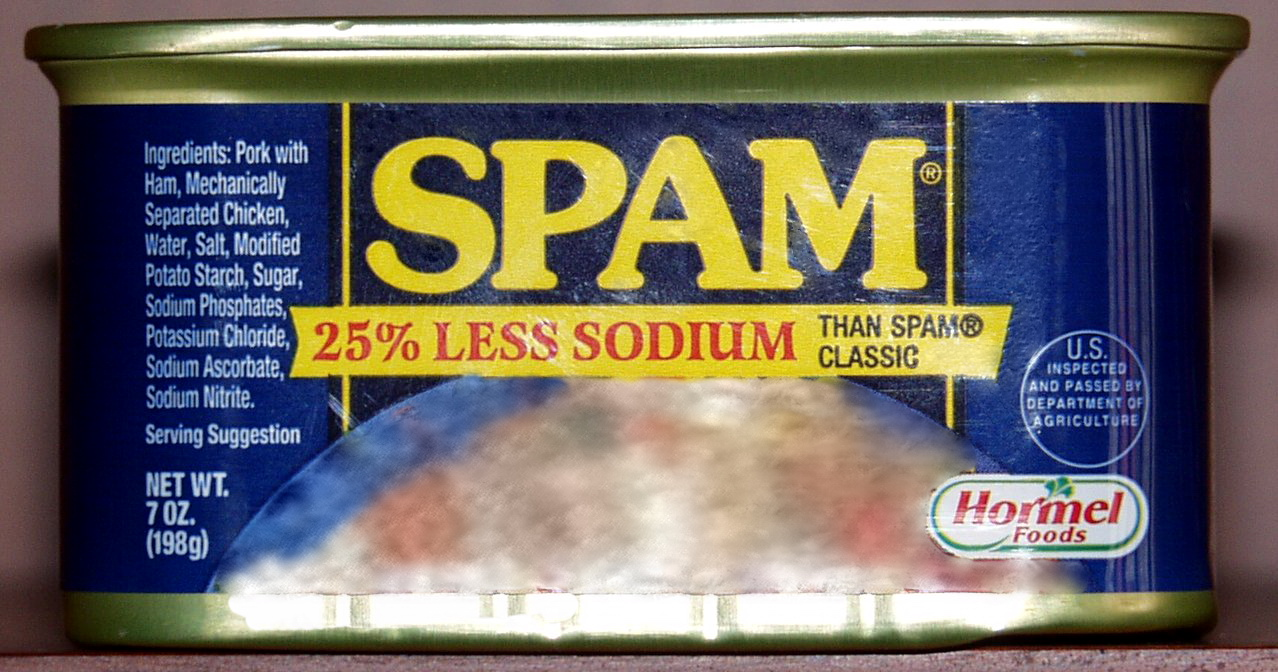
Một hộp "Spam Ít Muối"

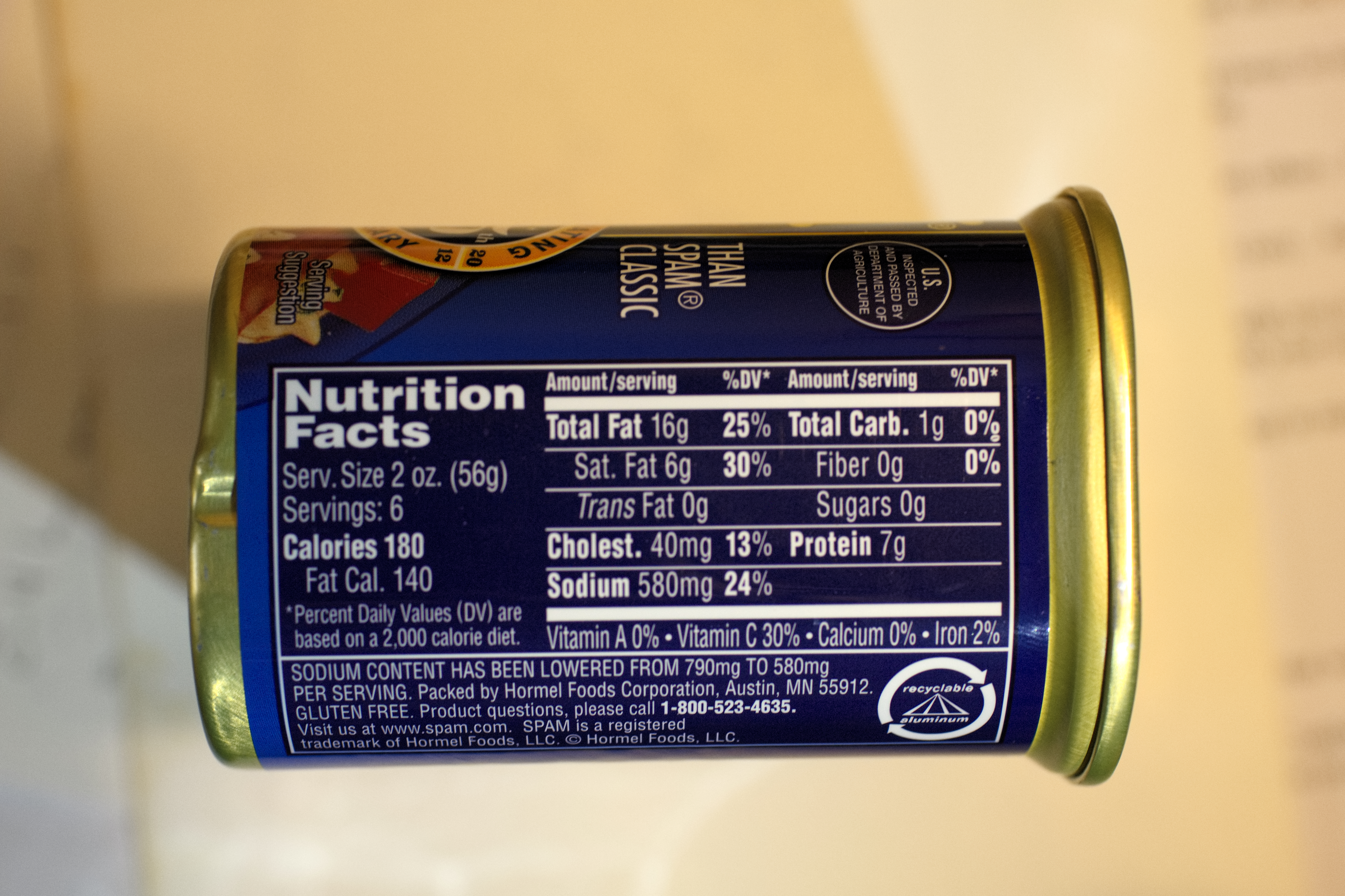
Nhãn dinh dưỡng cho "Spam Ít Muối"

Thành phần của Spam thay đổi tùy theo loại và thị trường; "Spam cổ điển" bao gồm: thịt lợn, giăm bông, muối, nước, bột khoai tây, đường và  natri nitrit.
| Trọng lượng tịnh trên mỗi gói: 340 gram (12 oz.) Lượng dùng: 100g |                                                                          |
|                                                                   | Số lượng mỗi 100g                                                        |
| Năng lượng                                                        | 1.300 kJ (310 Calo hoặc kilocalories)                                    |
| Chất đạm                                                          | 13g (26% Giá trị hàng ngày hoặc DV)                                      |
| Tổng số chất béo                                                  | 27g (41% DV)                                                             |
| - chất béo bão hòa                                                | 10g (49% DV)                                                             |
| Carbohydrate                                                      | 3g (1% DV)                                                               |
| Muối                                                              | 1369 mg (57% DV)                                                         |
| Cholesterol                                                       | 70 mg (23% DV)                                                           |
| Vitamin và Khoáng chất (% DV)                                     | 1% Vitamin C, 1% Calci, 5% Sắt, 3% Magnesi, 9% Kali, 12% Kẽm, và 5% đồng |